# Утлюцький лиман
Утлю́цький лима́н — лиман (затока) у північно-західній частині Азовського моря.

## Розташування
Лиман розташований у Генічеському районі Херсонської області та Мелітопольському районі Запорізької області. Від моря відокремлений Федотовою косою та Бирючим островом. На заході від Гнилого моря (Сивашу) відокремлений Арабатською стрілкою.

## Опис
Довжина до 60 км, ширина до 15 км. Площа — близько 700 км². Найбільша глибина — 6—6,5 м. Північно-західні береги підвищені, урвисті, розчленовані балками та ярами; південно-східні — низькі, піщані, подекуди заболочені, порослі очеретом. Живиться шляхом водообміну з морем, а також річкового стоку. Температура води влітку від +22 до +30...+32; взимку від 0 до -0,3, льодовий режим несткійкий. Солоність води 12—15 ‰. Дно піщане, з черепашкою, подекуди мулисте.
До Утлюцького лиману впадають річки: Малий Утлюк, Великий Утлюк, а також Атманай (з лиману Болградський Сивашик).
Над Утлюцьким лиманом розташоване місто, порт і курорт — Генічеськ з курортами на Арабатській стрілці, а також смт Кирилівка (частково) та ще декілька сіл.

## Біорізноманіття
У лимані водяться бички, кефаль. На берегах — місця гніздування птахів. Серед водяної рослинності — діатомові червоні та зелені водорості.

## Галерея

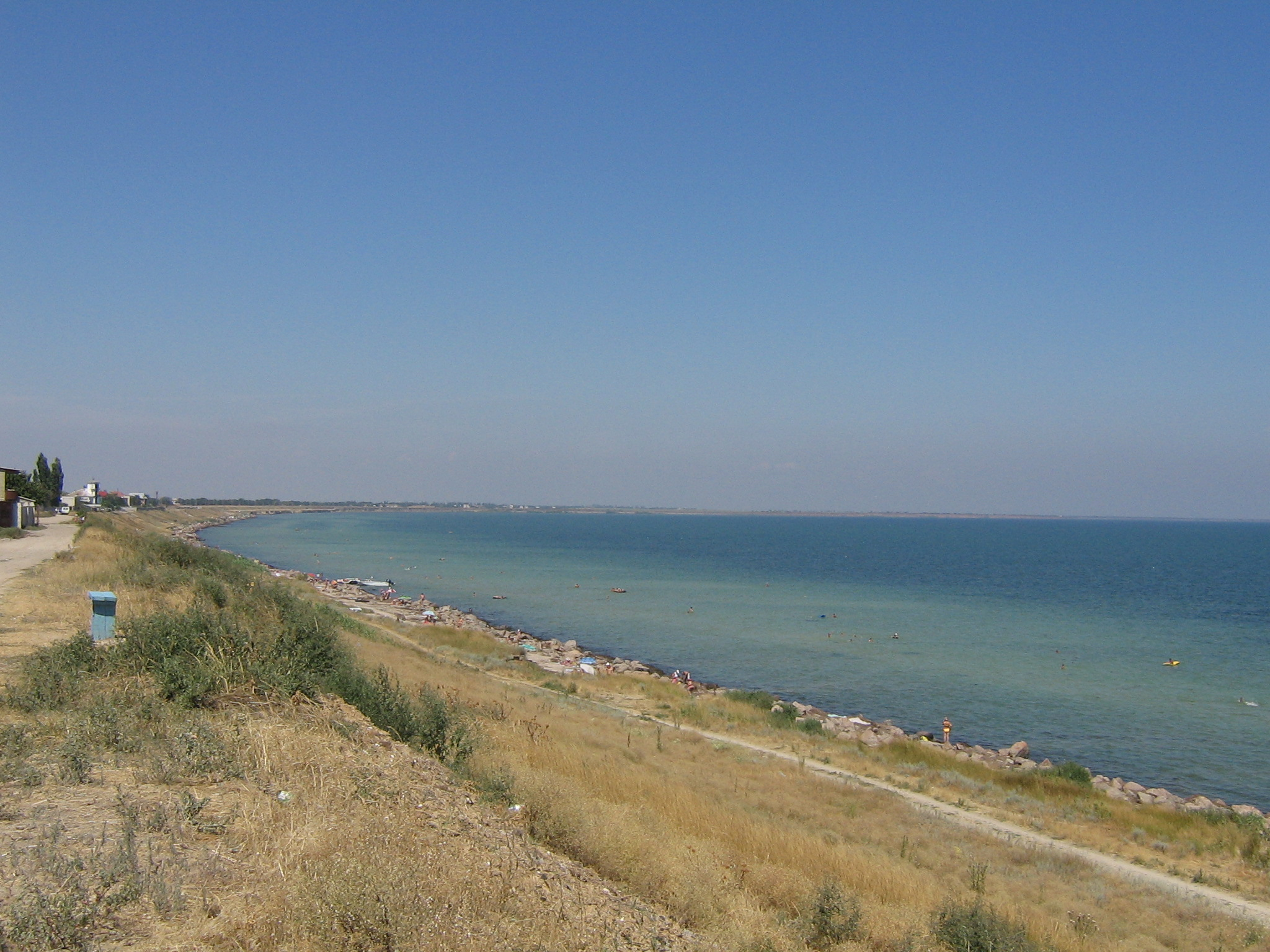
Лиман біля Генічеська
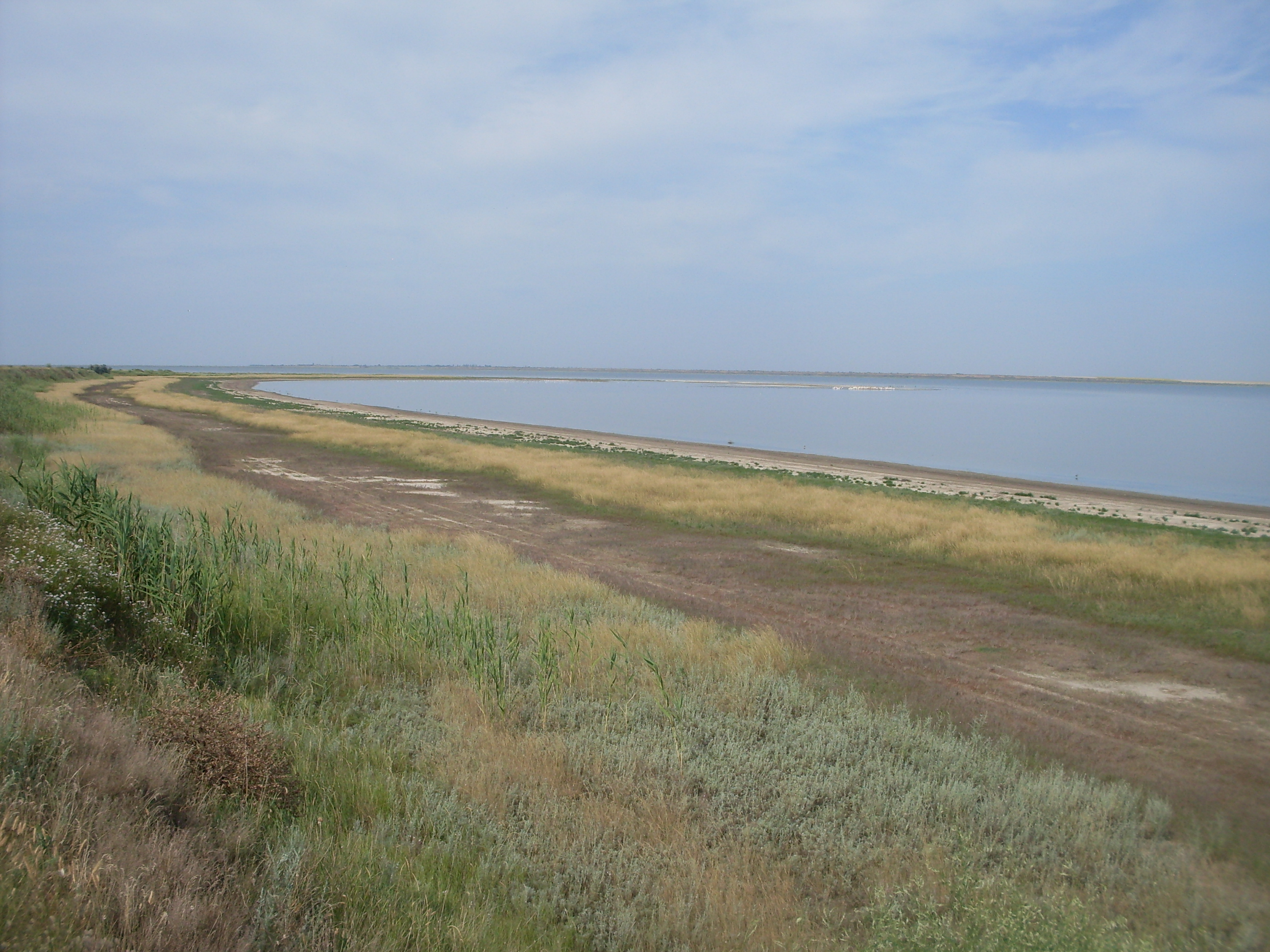
Лиман біля села Лиманське
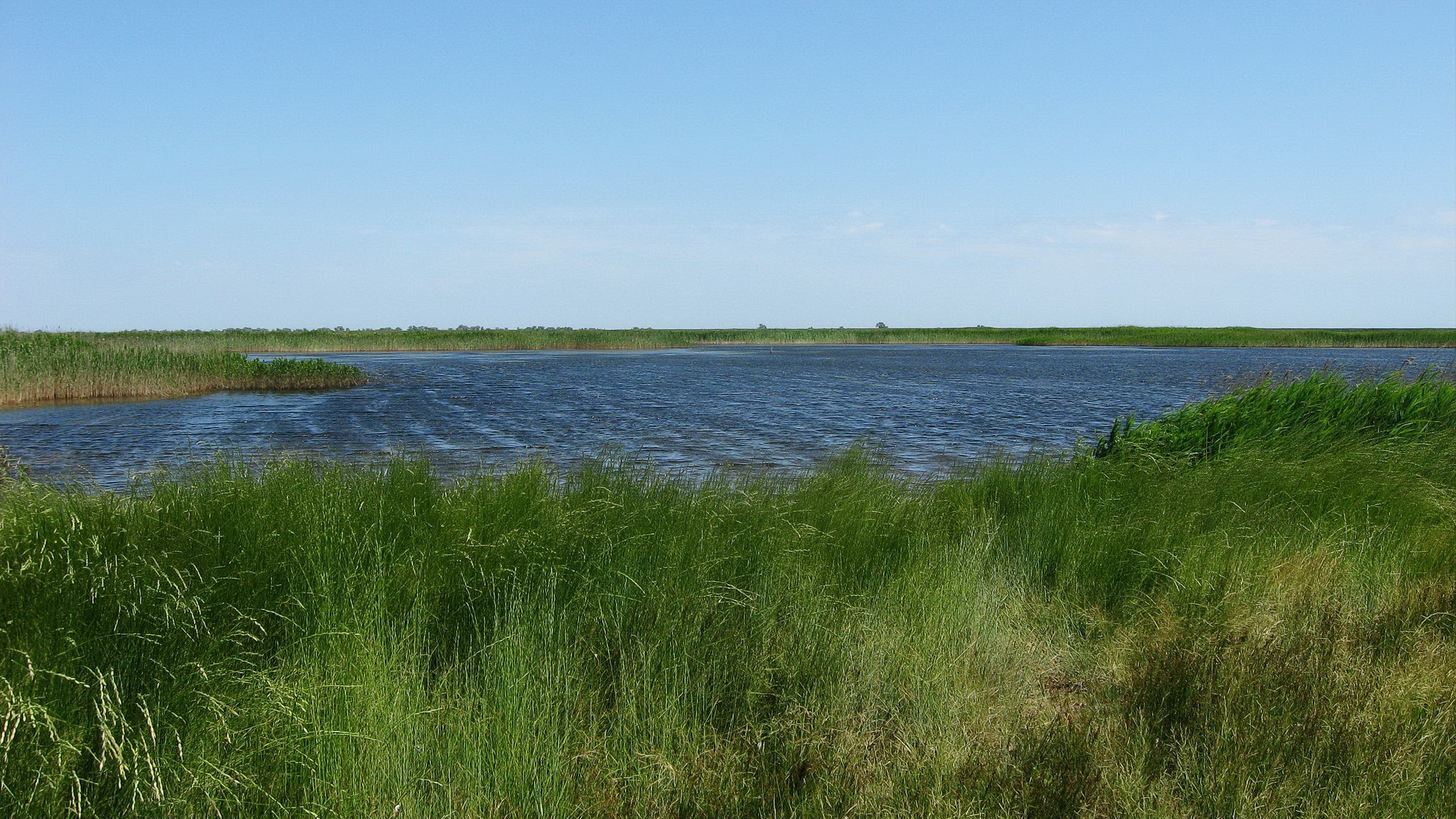
Верхів'я Утлюцького лиману